# Periclimenaeus zarenkovi
Periclimenaeus zarenkovi is een garnalensoort uit de familie van de Palaemonidae. De wetenschappelijke naam van de soort is voor het eerst geldig gepubliceerd in 1990 door Duriš.